# Balboa (dans)
För andra betydelser, se Balboa.
Balboa är en swingdans från Kalifornien, USA.
Balboa utvecklades i Kalifornien under 1920-1930-talen. Det finns indikation på att dansen har ett samröre med Charleston. Dansen dansas till jazzmusik av swingtyp. Balboan dansas mycket tätt, bröstkorg mot bröstkorg. Balboa kan dansas i alla tempon, inklusive mycket snabbt.
Under 1920-talet korsbefruktades balboan med swingdans såsom den utfördes i Kalifornien vid denna tid, en dans besläktad med men inte identisk med lindy hop. Resultatet av denna korsbefruktning kallas idag bal-swing. 
Sedan 1980-1990-talen har dansen börjat spridas utanför Kalifornien. Många lärare från bland annat USA har bidragit till dansens ökade popularitet och spridning. Idag är den på stark frammarsch över hela världen. I Norden har dansen fått fäste sedan början av 2000-talet.

## Grundsteg i balboa
Grundsteget kan i olika versioner göras på stället eller med förflyttningar.

## Relaterat
- Swingdans
- Charleston
- Swing